# Linda Ramone
Linda Marie Daniele (Nueva York, 24 de julio de 1960) es una filántropa estadounidense, viuda del músico Johnny Ramone. Es copropietaria y presidenta de Ramones Production. Es la fundadora y presidenta del Johnny Ramone Army, una organización que actúa en nombre del patrimonio del músico y que celebra eventos benéficos para recaudar fondos, preservando su legado.

## Relación con The Ramones
Linda salió en un principio con el cantante Joey Ramone, pero se casó más tarde con el guitarrista Johnny Ramone. Ambos músicos continuaron en la banda, a pesar de la creciente animosidad entre ellos. ». Justo antes de la muerte del guitarrista en 2004, él y Linda supervisaron la creación de un monumento de bronce de dos metros y medio de Johnny en el cementerio Hollywood Forever de Los Ángeles, California. Linda y Johnny estuvieron juntos durante veinte años antes del fallecimiento del músico.
En 2012 publicó el libro Commando, una autobiografía escrita por Johnny Ramone. Linda concedió numerosas entrevistas de televisión para promocionar la publicación.

## Filantropía
Linda es la fundadora y presidenta del Johnny Ramone Army, una organización dedicada a preservar el legado del músico. También creó la Johnny and Linda Ramone Foundation, y organiza un evento anual titulado Johnny Ramone Tribute at Hollywood Forever a beneficio del fondo de investigación del cáncer de Johnny Ramone en el centro de investigación del cáncer USC Westside, dirigido por David Agus. A los actos han asistido celebridades como Lisa Marie Presley, Priscilla Presley, John Frusciante, Chris Cornell, Eddie Vedder, Rob Zombie, Kirk Hammett, Steve Jones y Traci Lords. Otras celebridades que han participado en los eventos son John Waters, Rose McGowan, Henry Rollins, Joe Dallesandro y Johnny Depp.

## Vida personal

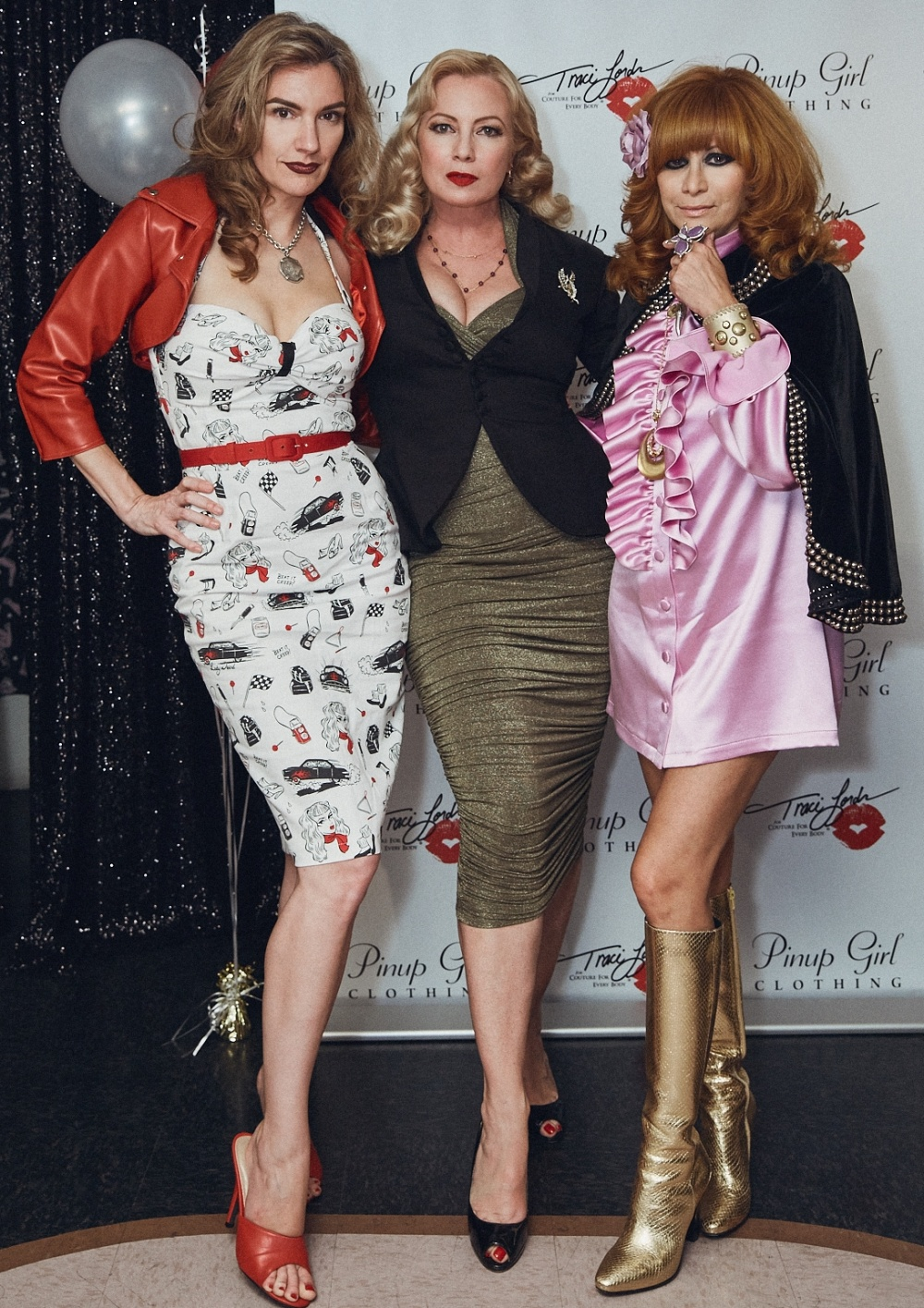
Laura Byrnes, Traci Lords y Linda Ramone en el evento Traci Lords for Pinup Girl Clothing

En 2017, Linda fue incluida en la lista 150 Most Fashionable Women Now de Harper's Bazaar. En marzo de 2017, se le atribuyó el mérito de inspirar la nueva línea de Gucci, diseñada por el director creativo Alessandro Michele, con una chaqueta "Hollywood Forever". También apareció como ella misma en el final de la séptima temporada de la serie de televisión Portlandia.
En una entrevista de 2012 con Harper's Bazaar, exhibió la casa de Los Ángeles que compartió con Johnny Ramone. Actualmente reside en la misma casa con su pareja, el músico y compositor J. D. King.